# Andrea Kojevska
Andrea Kojevska (Macedonisch: Андреа Коевска) (Skopje, 14 februari 2000), beter bekend onder haar artiestennaam Andrea, is een Macedonisch zangeres. Ze vertegenwoordigde Noord-Macedonië op het Eurovisiesongfestival 2022.

## Leven en carrière
Kojevska's vader is jurist en haar moeder arts. Haar belangstelling voor de muziek begon op vijfjarige leeftijd toen het gezin een jaar lang in de New Yorkse wijk Harlem woonde. Het was vooral haar grootvader die haar liefde voor de muziek ondersteund; toen hij overleed, had Kojevska daar psychisch zwaar onder te lijden.
In de tijd dat Kojevska korte video's maakte (waarin ze beroemde pop- en rocknummers zong) merkte producer Aleskandar Masevski haar op en bood hij haar aan met hem samen te werken. In 2020 bracht ze haar debuutlied "I know" uit en in hetzelfde jaar brak ze door met haar single "I Don't Know Your Name."

### Eurovisiesongfestival
In 2022 won Kojevska de preselectie van Za Evrosong 2022, waardoor ze Noord-Macedonië mocht vertegenwoordigen op het Eurovisiesongfestival in 2022. Ze kreeg in Za Evrosong in totaal evenveel punten als Viktor Apostolovski, maar omdat de punten van de jury zwaarder wogen dan de punten van het publiek, ging de winst toch naar Kojevska. Op het Eurovisiesongfestival bleef ze steken in de halve finale.
1998: Vlado Janevski · 
2000: XXL · 
2002: Karolina · 
2004: Toše Proeski · 
2005: Martin Vučić · 
2006: Elena Risteska · 
2007: Karolina · 
2008: Tamara, Vrčak & Adrian Gaxha · 
2009: Next Time · 
2010: Gjoko Taneski · 
2011: Vlatko Ilievski · 
2012: Kaliopi · 
2013: Esma & Lozano · 
2014: Tijana Dapčević · 
2015: Danijel Kajmakoski · 
2016: Kaliopi · 
2017: Jana Burčeska · 
2018: Eye Cue · 
2019: Tamara Todevska · 
2021: Vasil · 
2022: Andrea